# FC Manu Laeva
El Football Club Manu Laeva es un club de fútbol del atolón de Nukulaelae, Tuvalu. Juega en la División-A, aunque poseía también una escuadra B que afrontaba la División-C.
Es campeón de la Copa Independencia en dos ocasiones, de los Juegos de Tuvalu en cinco y de la Copa Navidad cuatro veces; y en 2017 gana su primer título de liga.

## Palmarés
- División-A (1): 2017.
- Copa Independencia (2): 2011, 2016
- Juegos de Tuvalu (5): 2008, 2009, 2011, 2014 y 2017.
- Copa Navidad (4): 2012, 2013, 2015 y 2017.
- Mini Juegos de Tuvalu (1): 2016

## Galería

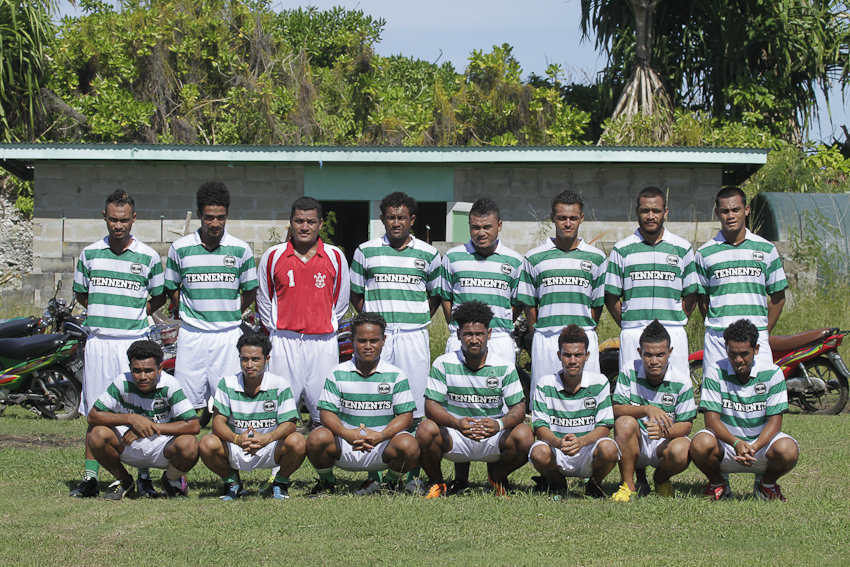
Manu Laeva en 2012
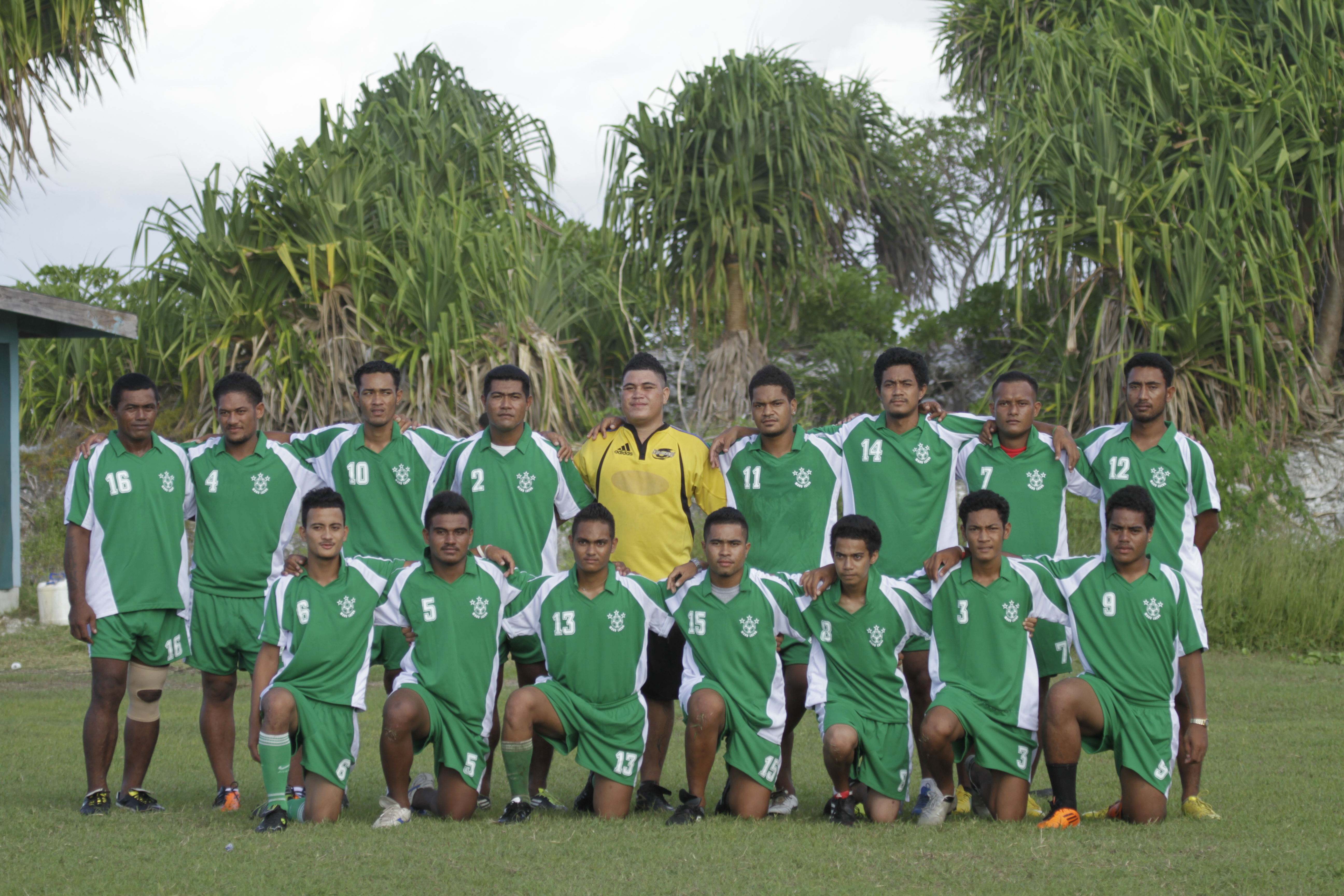
Manu Laeva B en 2012